# Availles-Thouarsais
Availles-Thouarsais is een gemeente in het Franse departement Deux-Sèvres (regio Nouvelle-Aquitaine) en telt 223 inwoners (1999). De plaats maakt deel uit van het arrondissement Parthenay.

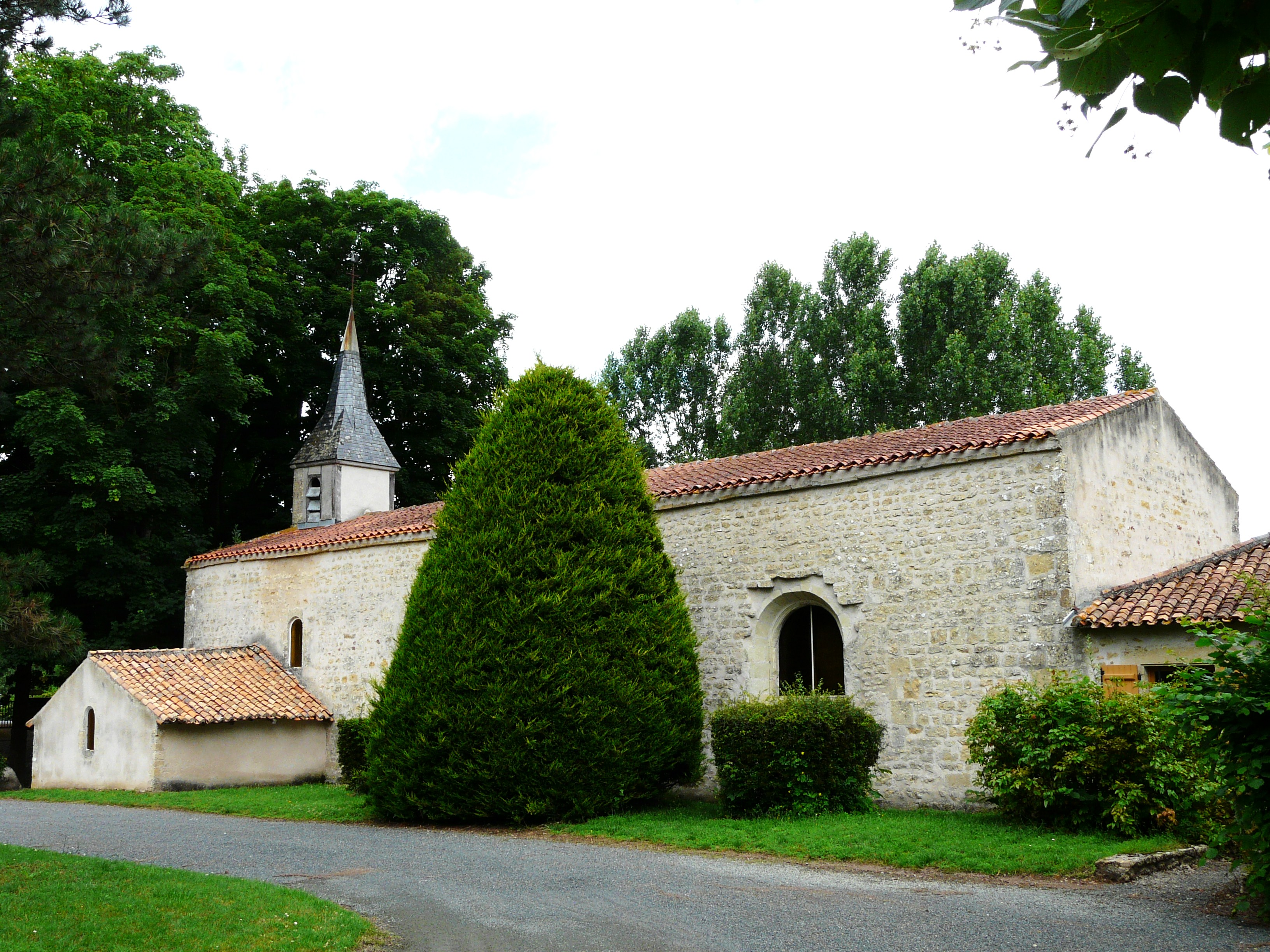
Kerk van Availles-Thouarsais
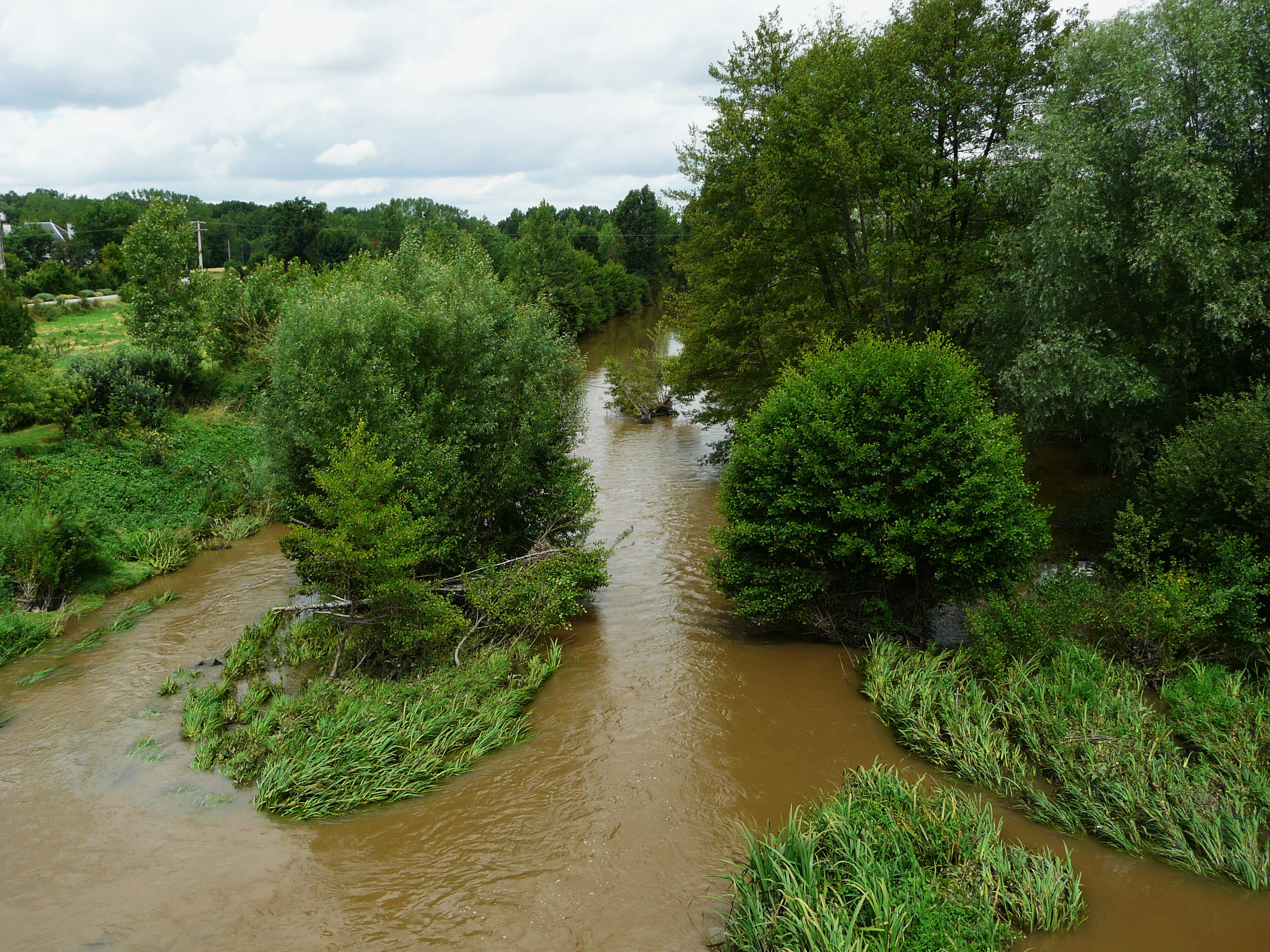
De Thouet bij Availles-Thouarsais

## Geografie
De oppervlakte van Availles-Thouarsais bedraagt 11,0 km², de bevolkingsdichtheid is 20,3 inwoners per km².
De onderstaande kaart toont de ligging van Availles-Thouarsais met de belangrijkste infrastructuur en aangrenzende gemeenten.

## Demografie
Onderstaande figuur toont het verloop van het inwonertal (bron: INSEE-tellingen).